# Страхилово
Страхилово (болг. Страхилово) — село в Болгарии. Находится в Великотырновской области, входит в общину Полски-Трымбеш. Население составляет 711 человек (2022).

## Политическая ситуация
В местном кметстве Страхилово, в состав которого входит Страхилово, должность кмета (старосты) исполняет Марияна Николова Вырбанова (независимый) по результатам выборов правления кметства.
Кмет (мэр) общины Полски-Трымбеш — Георги Александров Чакыров (независимый) по результатам выборов в правление общины.